# Mimudea minnehaha
Mimudea minnehaha là một loài bướm đêm trong họ Crambidae.